# Zatoka Franklina
Zatoka Franklina (ang. Franklin Bay) – zatoka Morza Beauforta (na Oceanie Arktycznym), u wybrzeży Kanady. Stanowi część Zatoki Amundsena. Uchodzi do niej rzeka Horton River. Ma 48 km długości i 40 km szerokości. Została nazwana w 1826 roku przez naturalistę Johna Richardsona na cześć brytyjskiego badacza Arktyki Johna Franklina.